# باچوو
باچوو (به بلغاری: Bachevo) یک منطقهٔ مسکونی در بلغارستان است که در شهرستان رازلوگ واقع شده‌است.
 باچوو ۶۶٫۲۲ کیلومتر مربع مساحت و ۱٬۶۳۸ نفر جمعیت دارد.